# Черноморец (стадион)
Вижте пояснителната страница за други значения на Черноморец.
Стадион „Черноморец“ е футболен стадион, част от „Спортен комплекс Черноморец“, намиращ се в квартал Акациите, Бургас. Спортният комплекс се намира в близост до оттока (Бургаска река) на Бургаското езеро към Черно море.

## Общи данни
Стадионът оригинално разполага с 22 000 седящи места.
През 2008 година е обявен проект за строежа на нов стадион на мястото на стария с име „Черноморец Арена“. Проектът включва построяването на нови 25 000 места, изцяло покрити с козирка, терен, който да отговаря на последните изисквания и запазване и реновиране на 7-те тренировъчни игрища в комплекса, както и да бъдат изградени и спортни зали за останалите видове спорт, хотел и магазини. Към септември 2012 г. строеж не е започнат, а стадионът, както и цялата база, е занемарен.
През 2015 г., заради Европейското първенство по футбол за юноши до 17 г., всички стадиони домакини получават средства за реновация, и Черноморец получава най-много. Някои от нещата, които трябваше да се свършат с финансите са поставяне на осветление, съдийски стаи - но единствено съблекалните на стадиона са реновирани и централният терен е подменен. На стадиона тренират младежки национални отбори, които участват в турнира, но съоръжението не е използвано за мачове от първенството. След края на турнира стадиона отново е занемарен, и терена става неизползваем.
През 2019 г. ръководството на ФК Черноморец 1919 (Бургас) реконструира стадиона, излети са тонове бетон, поставени са 1100 пластмасови седалки, изградена е дори и ВИП ложа с модерни кресла. Първият официален мач на обновеното спортно съоръжение е на 23 февруари 2019 г. – градското дерби между Черноморец и Нефтохимик.
През декември 2022 г. Черноморец напуска стадиона, тъй като наема, който се плаща за да играе на него, е вдигнат от 6000 на 12 000 лв, което според клуба е твърде висока такса предвид състоянието на съоръжението. От тогава стадиона почти се е възвърнал в състоянието си от преди реновацията през 2019 г.

## Галерия
- Спортен комплекс „Черноморец“ (2012)
- Стадион „Черноморец“ (2009)
- Стадион „Черноморец“ (2009)
- Стадион „Черноморец“ (2017)
- Стадион „Черноморец“ (2019)
- Стадион „Черноморец“ (2024)